# Kamaitachi
Kamaitachi (窮奇) — por vezes também 鎌鼬 — é um monstro do folclore japonês. Kama significa cortes e itachi significa Doninha. Este monstro estaria associado a cortes que as pessoas sofrem quando são atingidas por um golpe de ar frio. Este corte seria supostamente muito fraco a ponto de inicialmente não machucar, porém, invariavelmente, o corte ficaria infeccionado. 

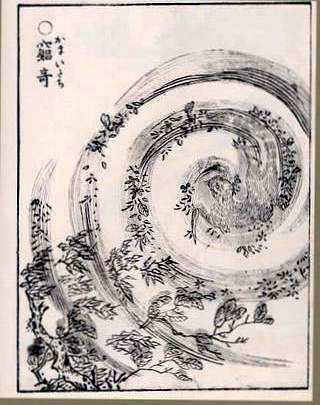
Kamaitachi por Sekien Toriyama.

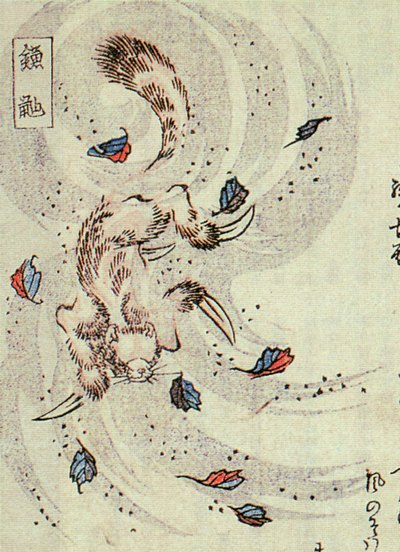
Kamaitachi do Kyōka Hyaku-Monogatari.

O monstro possuiria a forma de uma ou mais doninhas com dentes afiados como foices que cortariam suas vítimas com extrema rapidez. Diz-se que o "Kamaitachi" é causado por um kami maléfico que suga o sangue humano. Outras vezes, três doninhas se reúnem para atacar uma vítima. A primeira a derruba; a segunda corta-a com seus dentes e a terceira cicatriza o ferimento. A ferida cicatrizada pelo Kamaitachi é profunda, mas sangra muito pouco.